# 马森 (下萨克森州)
马森（德語：Maasen，德語發音：[ˈmaːzən]）是德国下萨克森州的市镇，属于迪普霍尔茨县。该市镇总面积为18.72平方千米，截至2023年12月31日总人口为444人。